# Domingo Zapoyo
Domingo Zapoyo är en ort i Mexiko.   Den ligger i kommunen San Martín Chalchicuautla och delstaten San Luis Potosí, i den sydöstra delen av landet, 210 km norr om huvudstaden Mexico City. Domingo Zapoyo ligger 151 meter över havet och antalet invånare är 454.
Terrängen runt Domingo Zapoyo är varierad. Runt Domingo Zapoyo är det ganska tätbefolkat, med 96 invånare per kvadratkilometer. Närmaste större samhälle är Tamazunchale, 15,5 km väster om Domingo Zapoyo. Omgivningarna runt Domingo Zapoyo är en mosaik av jordbruksmark och naturlig växtlighet.